# Нетьки
Нетьки  (біл. вёска  Нецькі) — село в складі Мядельського району Мінської області, Білорусь. Село підпорядковане Свірській сільській раді, розташоване в північній частині області.